# Maurício de Liechtenstein
Maurício Emanuel Maria de Liechtenstein (Moritz Emanuel Maria von und zu Liechtenstein; Nova Iorque, 27 de maio de 2003) é o filho mais velho e primeiro menino do príncipe Constantino de Liechtenstein e de sua esposa, a condessa Marie de Köröspatak. Maurício ocupa a sétimo posição na linha de sucessão ao trono liechtensteinense, atrás de seu pai, tios e primos.

## Títulos e estilos
- 27 de maio de 2003 - presente: "Sua Alteza Sereníssima, príncipe Maurício de Liechtenstein, Conde de Rietberg

De acordo com a Constituição de Liechtenstein, de 26 de outubro de 1993, todos os membros da casa são Príncipes/Princesas de Liechtenstein e Condes/Condessas de Rietberg.